# فنسنت ر. غراي
فنسنت ر. غراي (بالإنجليزية: Vincent R. Gray)‏ هو كيميائي نيوزيلندي، ولد في 24 مارس 1922 في لندن في المملكة المتحدة، وتوفي في 14 يونيو 2018 بسبب ذات الرئة.